# 氷見トンネル
氷見トンネル（ひみトンネル）は、富山県氷見市の国道160号氷見バイパスのトンネルである。氷見市中心部より西方に広がる標高30 - 50mの朝日山丘陵に位置している。

## 概要
- 起点：富山県氷見市幸町・鞍川
- 終点：富山県氷見市十二町
- 延長：196 m（上り線）。240 m（下り線）[2]
- 有効高：4.5 m（路面からアーチクラウンまで6.8 m）[1]
- 幅員：7 m[3]（車道）、2 m[4]
- 形状：三心円（上部尺 R=5.20 m 半円形、側壁部 R=8.5 m）[1]、
- 内空断面積：67.3 m[1]
- 舗装工：セメントコンクリート舗装（舗装厚25 cm）[1]
- 横断勾配：2.034 %（一方勾配）[1]
- 巻厚：60 cm[1]
- 掘進方法：サイロット先進[3]
- 照明：ナトリューム灯[3]

## 歴史
1976年（昭和51年）9月27日、氷見バイパスの鞍川 - 朝日丘間の部分開通に伴い供用を開始した。当初は現在の上り線を使用した暫定2車線での供用であったが、1998年（平成10年）1月14日に4車線化工事に着手し、2000年（平成12年）3月17日に幸町 - 朝日丘間開通と同時に下り線トンネルの供用を開始し、4車線化が完了した。